# Complex de tall i unió

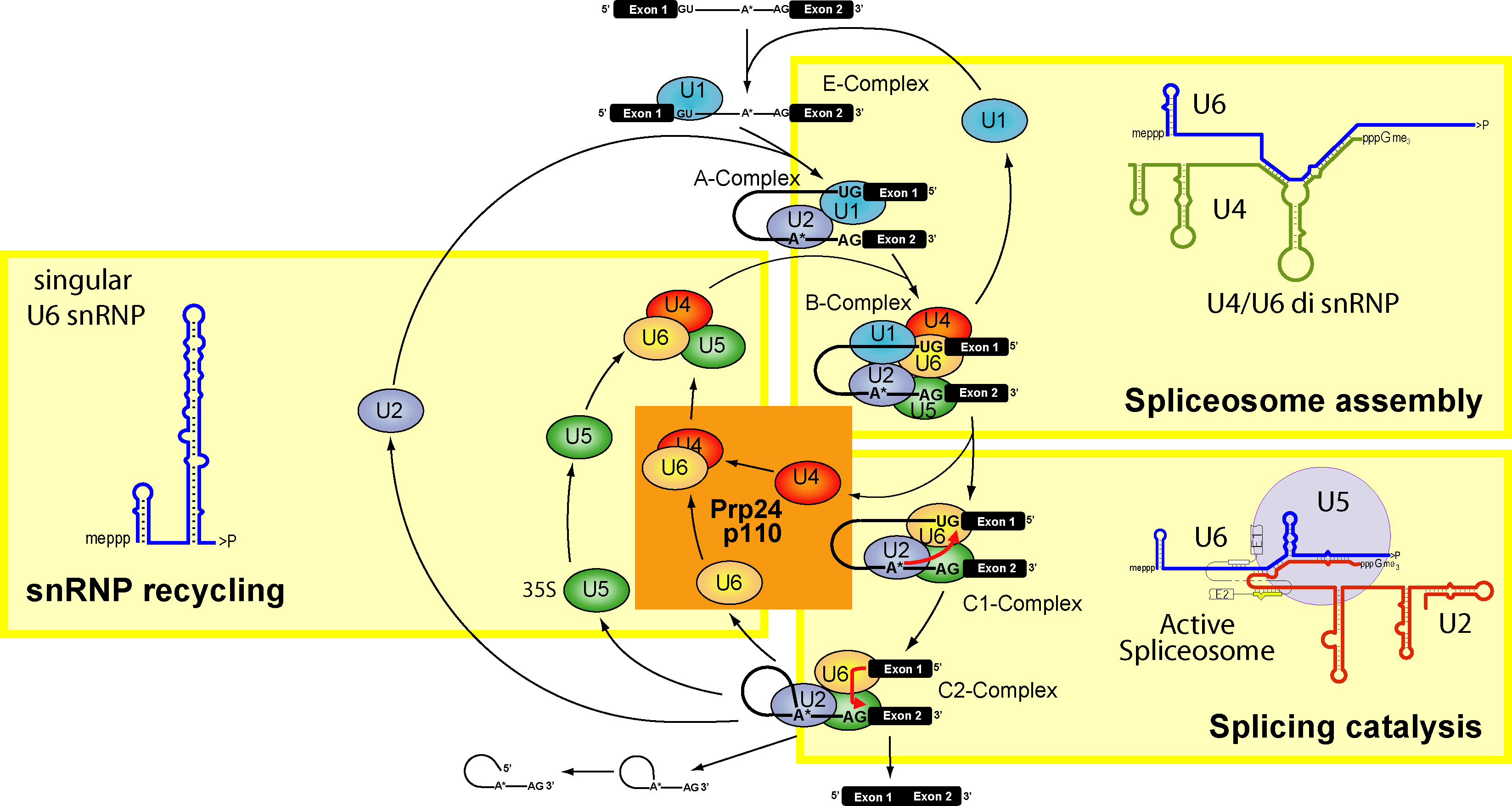
Esquema de l'assemblatge del complex de tall i unió. S'observen les etapes d'inclusió de les ribonucleoproteïnes U1 a U6.

Un complex de tall i unió - també anomenat amb els anglicisme de spliceosoma o espliceosoma - és un complex de subunitats d'ARN i proteïnes especialitzat a eliminar els introns del pre-ARNm d'un gen transcrit. Aquest procés s'anomena empalmament i dona lloc a l'ARNm madur.

## Composició
Cada complex de tall i unió està format per cinc ribonucleoproteïnes nuclears petites dites snRNP (de l'anglès small nuclear ribonucleoproteins) (pronunciat snurps) i diversos factors proteics associats. Els snRNP són complexes formats per unes deu proteïnes, més una petita molècula d'ARN, rica en uracil (U), que és l'encarregada de reconèixer l'intró per aparellament complementari de les seves bases. Els snRNP que constitueixen el complex de tall i unió es denominen U1, U2, U4, U5 i U6.

## Mecanisme
Els introns tenen típicament una seqüència rica en nucleòtids GU a l'extrem 5' final del lloc de tall, i AG a l'extrem 3' final de tall. El lloc de tall 3' pot ser posteriorment definit per un nombre variable de polipirimidines, anomenat PPT (de l'anglès polypyrimidine tract), el qual presenta la doble funció de reclutament de factors al lloc 3' de tall i possiblement el reclutament de factors sobre la seqüència BPS (de l'anglès branch point sequence), que conté les adenosines conservades requerides pel primer pas d'un splicing.
Els snRNPs participen en diverses interaccions ARN-ARN i ARN-proteïna. Reconeixen la seqüència consens GU (guanina-uracil) de l'extrem 5´ i AG (adenina-guanina) de l'extrem 3´ de l'intró i eliminen l'intró i uneixen els extrems 3' de l'exó anterior a l'intró i el 5' de l'exó següent.